# Nemurire (film din 2004)
Nemurire (titlu original: Immortel (ad vitam)) este un film franțuzesc de animație în limba engleză din 2004 regizat de Enki Bilal. Rolurile principale au fost interpretate de actorii Linda Hardy, Thomas Kretschmann și Charlotte Rampling. Se bazează pe benzile desenate La Foire aux immortels (Carnavalul nemuritorilor) de Enki Bilal.

## Prezentare
Acțiunea filmului are loc în New York City în anul 2095. Oameni modificați genetic trăiesc alături de bărbați și femei nemodificați. Central Park a fost închis în mod misterios într-o "zonă de intruziune", iar oamenii care încearcă să intre sunt uciși instantaneu. O piramidă ciudată a apărut deasupra orașului; în interiorul ei zeii Egiptului antic l-au judecat Horus și i s-a luat nemurirea.

## Distribuție
- Linda Hardy ca Jill Bioskop
- Thomas Kretschmann ca Alcide Nikopol
- Charlotte Rampling ca Elma Turner
- Frédéric Pierrot ca John
- Thomas M. Pollard ca Horus
- Yann Collette ca Froebe
- Derrick Brenner ca Jonas
- Olivier Achard
- Corinne Jaber
- Barbara Scaff
- Joe Sheridan
- Jacquelyn Toman
- Jean-Louis Trintignant